# Neolelaps
Neolelaps is een geslacht van vliesvleugeligen uit de familie Pteromalidae. De wetenschappelijke naam van dit geslacht is voor het eerst geldig gepubliceerd in 1901 door Ashmead.

## Soorten
Het geslacht Neolelaps omvat de volgende soorten:
- Neolelaps flavipes Ashmead, 1901
- Neolelaps hawaiiensis Ashmead, 1901